# Стейтъс Куо
Стейтъс Куо  (на английски: Status Quo) е британска рок група, основана от басиста Алън Ланкастър и китариста и вокалист Франсис Роси. Отначало те били в лондонската психиделична група Спектърс, но нямали голям успех и променили името на групата на „Стейтъс Куо“.

## Състав

### Текущ състав
- Франсис Роси – китара, вокали (1962–настояще)
- Рик Парфит – китара, вокали (1967 – 2016)
- Анди Баун – клавири, китара, беквокал, хармоника (1976–настояще)
- Джон Едвърдс – бас, беквокал (1985–настояще)
- Леон Кейв – барабани, перкусии (2013–настояще)

### Бивши членове
- Алан Ланкастър – бас, вокали (1962 – 1985; отново – 2013 – 2014)
- Джес Яворски – клавири (1962 – 1964)
- Алан Кий – барабани (1962)
- Джон Кофлан – барабани (1962 – 1981; отново – 2013 – 2014)
- Рой Линс – клавири (1964 – 1970)
- Пит Кирхер – барабани (1982 – 1985)
- Джеф Рич – барабани (1985 – 2000)
- Мат Лейтли – барабани (2000 – 2013)

## Дискография

### Албуми
- Pictures of matchstick men (1968)
- Spare Parts (1969)
- Ma Kelly Greasy Spoon (1970)
- Dog of two head (1971)
- Piledriver (1973)
- Hello (1973)
- Quo (1974)
- Encore (1974)
- On the Level (1975)
- Pop Chronik 5 (1975)
- Blue for you (1976)
- Rocking all over the world (1977)
- Live (1976)
- If you can't stand the heat (1978)
- Whatever you want (1979)
- Just Supposin'  (1980)
- Never too late (1981)
- Now hear this (1981)
- 1+9+8+2 (1982)
- Back To Back (1983)
- Status Quo (1984)
- Live at the N.E.C. (1984)
- In the army now (1986)
- Ain't Complaining (1988)
- The Other Side of Status Quo (1995)
- Live Alive Quo (1995)
- Thirsty work (1995)
- Don't stop (1996)
- Under the Influence (1999)
- Famous in the last century (2000)
- Heavy traffic (2002)
- Riffs (2003)
- The Party Ain't Over Yet (2005)
- In Search of the Fourth Chord (2007)
- Quid Pro Quo (2011)
- Bula Quo! (2013)
- Aquostic (Stripped Bare) (2014)